# Gordonia balansae
Gordonia balansae là một loài thực vật có hoa trong họ Theaceae. Loài này được Pit. mô tả khoa học đầu tiên năm 1910.